# Jalna (Maharashtra)
Pour les articles homonymes, voir Jalna.
 Jalna  (marâthî: जालना ) est une ville de l'État du Maharashtra en Inde.